# Personalmanagement-Professionalisierungs-Index
Der pix (Personalmanagement-Professionalisierungs-Index) ist eine empirische Langzeitstudie. Das Konzept wurde durch eine Gruppe von Wissenschaftlern und Praktikern als Bestandteil der Professionalisierungsinitiative für das Personalmanagement der Deutschen Gesellschaft für Personalführung (DGFP) entwickelt. Als „wissenschaftlicher Vater“ gilt Rainer Marr. Seit Mai 2004 wird regelmäßig ein Gesamtindex im Rahmen von Online-Befragungen der ordentlichen Mitgliedsunternehmen der DGFP erhoben. Angestoßen durch Walter A. Oechsler wurde 2005/06 ein fachwissenschaftlicher Diskurs um die Evidenz der Indizes geführt.
2010/11 wurde pix überarbeitet und firmiert heute unter: DGFP Langzeitstudie „Professionelles Personalmanagement“ (pix).

## Hintergrund: Professionalisierungsinitiative
Die Deutsche Gesellschaft für Personalführung (DGFP) startete 2001 eine  Professionalisierungsinitiative für das Personalmanagement in deutschen Unternehmen. Zu den Elementen dieser Initiative gehörten zuallererst Professionelle Standards und daraus abgeleitet das DGFP Professionalisierungsprogramm und ein Body of Knowledge. Es folgten schließlich zwei Studien, zum einen die Studie „Megatrends und HR-Trends“ (2011) und zum anderen die DGFP Langzeitstudie „Professionelles Personalmanagement“ (pix) (2010/11). Letztere knüpft in modifizierter Version direkt an das Pilotprojekt von 2004, dem Personalmanagement-Professionalisierungs-Index (pix) an. Die DGFP misst damit die Veränderung der Professionalität im Personalmanagement von deutschen Unternehmen.
An der Ausgestaltung 2004 waren Wissenschaftler wie Gerold Frick (Aalen), Rainer Marr (München), Achim  Seisreiner (Potsdam) und Dieter  Wagner (Potsdam) und Praktiker von DaimlerChrysler, John Deere, der Lufthansa, von Ingram Micro, der Boston Consulting Group und von Watson Wyatt sowie die Vertreter der DGFP, René  Pannier und Hans  Böhm, beteiligt.

## pix-Befragungen

### Studie von 2004
Die erste Studie, die 2004 erhoben wurde, wurde in das Standardwerk von Hentze & Graf (2005) aufgenommen. Sie ermittelte 20 Indices, darunter den Personalmanagement-Professionalisierungs-Index (pix). Der PIX selber ergab sich aus der Berechnung von 14 Indices im gestuften Verfahren. Dadurch sollte möglich werden, einen Zusammenhang zwischen Indexwerten und Unternehmenserfolg herzustellen. Die DGFP stützte sich theoretisch auf vier Managementaufgaben eines professionellen Personalmanagements:
- das Wertmanagement (Strategisches Personalmanagement und Wertschöpfungsmanagement),
- das Beziehungsmanagement (Internes und Externes Beziehungsmanagement),
- das Instrumenten-/Prozessmanagement,
- und das Kultur-/Kompetenzmanagement.

Die Professionalität dieser Felder hänge von weiteren Gestaltungskomponenten ab: Akteure, Instrumente, Organisation, Prozesse und Systeme. Schließlich seien zwei Dimensionen der Wirkungsprofessionalität auszumachen:
- unmittelbare Ergebnisse der Managementhandlung
- mittelbarer Einfluss auf Unternehmenserfolg

Die Rücklaufquote der Online-Befragung, bestehend aus 80 Items, betrug 18 Prozent, was 254 Institutionen entspricht. Im Ergebnis kam die Studie bei einer Likert-Skala (von 0 „nicht professionell“ bis 4 „maximal professionell“) auf einen durchschnittlichen PIX-Wert von 2,49. Dabei lag etwa das Instrumenten-/Prozessmanagement mit 2,72 weiter vorn als das Wertmanagement mit 2,20.
Die Professionalitätswerte aus dem Jahr 2004 im Einzelnen:
| Professionalitätswert                                | 2004 |
| ---------------------------------------------------- | ---- |
| Management der personalwirtschaftlichen Prozesse     | 2,80 |
| Management der personalwirtschaftlichen Instrumente  | 2,64 |
| Management der internen Beziehungen                  | 2,61 |
| Kulturmanagement                                     | 2,57 |
| strategisches Personalmanagement                     | 2,39 |
| Kompetenzmanagement                                  | 2,36 |
| Management der externen Beziehungen des Unternehmens | 2,36 |
| Wertschöpfungsmanagement                             | 2,00 |
| Gesamtbereich des Personalmanagements (pix)          | 2,49 |

### Folgejahre
Auch in den nachfolgenden Jahren wurde PIX erhoben, der Gesamtindex blieb soweit stabil. Von Seiten der DGFP hieß es im Jahr 2007 „Der Erfolg eines Unternehmens korreliert unter anderem relativ stark mit der Qualität und Verfügbarkeit von Personal, der Innovationsfähigkeit des Unternehmens sowie der Effizienz der Personalprozesse.“

## Fachwissenschaftlicher Diskurs (2005/06)

### Einführung
Nach der Einführung von pix wurde die DGFP aus wissenschaftlichen Kreisen stark kritisiert. Der wissenschaftliche Streit wurde maßgeblich in der wissenschaftlichen Fachzeitschrift Zeitschrift für Personalforschung (ZfP) ausgetragen. Darüber hinaus erschienen Beiträge in den führenden deutschen Fachmagazinen für Personal. Auch verschiedene Herausgeber und Chefredakteure nahmen Stellung. Wesentliche Wortführer der Kritik waren Walter A. Oechsler (Mannheim) und Werner Nienhüser (Duisburg-Essen).
Schröder (2010) fasste die wichtigsten Kritikpunkte zusammen:
- Inhaltliche und methodische Schwächen der veröffentlichten Fragebögen
- Fehlender Theoriebezug
- Normatives Professionsverständnis

### Kritik und Replik
Nach der Entwicklung von pix wurde die Konzeption scharf durch den Mannheimer Wirtschaftswissenschaftler Walter A. Oechsler angegriffen. Er bezeichnete sie als „Ad-hoc-Aktionismus“ und zwar „ohne Methode und Nutzen“. Schwächen sehe er vor allem im theoretisch-methodischen Ansatz und in der empirischen Vorgehensweise. Oechsler sehe es als Rückschlag für die Forschung an. Im Zuge des angestoßenen Streites trat Oechsler vom Vorstandsamt in der DGFP zurück.
Die Wirtschaftswissenschaftler Hans Böhm (Geschäftsführer) und Sascha Armutat (Projektleiter) von der DGFP nahmen zur Kritik Stellung. Böhm erwiderte zudem auf seiner Webseite „Wie destruktiv darf professorale Kritik sein?“.
Die Replik nahm wiederum der Siegener Wirtschaftswissenschaftler Volker Stein zum Anlass, auf mangelnde Kritikfähigkeit der Autoren hinzuweisen. Stein ließ neben seinem Zeitschriftenaufsatz eigens ein universitäres mehrseitiges Arbeitspapier unter dem Titel PIX – Qualitätserosion im rhetorischen Gewand der strahlenden Seriosität? Ein wiederkehrendes Muster anfertigen.
Rainer Marr gab Oechsler in einigen verbesserungswürdigen Punkten Recht, glaubt aber, dass dieser die Intention hinter dem Index falsch verstanden habe. Er führte aus: „Der Anspruch des Arbeitskreises war es nicht [...] die theoretische Forschung voran zu bringen, sondern Hilfestellung für die Wirtschaftspraxis zu bieten. Grundlage hierfür war die praktische Expertise der Arbeitskreismitglieder und die darin begründete spezifische Professionalität sowie ein dialogischer Prozess von erheblicher Dauer und Intensität.“
Der Psychologe Hans-Peter Hummel von der Ergo Versicherungsgruppe (heute auch Lehrbeauftragter an der Heinrich-Heine-Universität Düsseldorf) sieht für den pix noch „deutliche[n] Optimierungsbedarf“. Positiv bewertet er allerdings die Praxisrelevanz der Kennzahl und die zukünftige Einsatzmöglichkeit als Benchmark. Nicht zustimmen möchte er der Fundamentalkritik Walter A. Oechslers.
Albert Martin, Wirtschaftswissenschaftler, von der Universität Lüneburg macht den Schöpfern der Indizes dahingehend keine direkten Vorwürfe, als dass systematische Bestrebungen dieser Art inhaltliche, methodische oder methodologische Probleme begründen können. Er wünsche sich aber eine eingehendere Behandlung theoretischer Fragestellungen und mehr Kompromissbereitschaft.
Der Wirtschaftswissenschaftler Werner Nienhüser, Lehrstuhlinhaber an der Universität Duisburg-Essen resümierte 2006, dass pix lediglich einen „bescheidenen Beitrag zur realtheoretischen Forschung“ leiste. Man könne mit diesem Konzept nahezu alle Personalstrategien legitimieren. Es finde eine Verengung auf ökonomische Größen statt. Unklar bleibe, ob man bei der Wirkung auf den Unternehmenserfolg wirklich von Kausalität und nicht lediglich von Korrelation sprechen könne. Durch einseitige affirmative Formulierungen würde es im Zweifelsfall zum Störfaktor der Sozialen Erwünschtheit kommen. Pix habe in der Gesamtbetrachtung eine symbolische und verkaufsfördernde Funktion und fungiere mehr als rhetorisches Mittel, so Nienhüser.

### Schlichtungsversuche
Der Potsdamer Wirtschaftswissenschaftler Dieter Wagner, zugleich Herausgeber der Fachzeitschrift Personal, überschrieb einen Kommentar mit Viel Lärm um nichts? und sprach sich darin für einen Dialog in Form eines „Austausch[es] zwischen Theorie und Praxis“ aus und er wolle weiterhin alle Beiträge zur Professionalisierung des Personalmanagements fördern.
Darauf antwortete der Trierer Wirtschaftswissenschaftler und Geschäftsführende Herausgeber der Zeitschrift für Personalforschung Hartmut Wächter eigens in einem Editorial. In diesem sprach er sich für einen „situationsbezogenen“ und „zeitgebundenen“ Dialog aus, zwischen den „Übertriebene[n] Erwartung[en] des Praktikers“ und der „Arroganz des Wissenschaftlers“.

## Neukonzeption als DGFP-Langzeitstudie (2010/11)

### Methodik
Als Grundlage für die Studie von 2010 dient das Referenzmodell der DGFP mit einem integrierten und professionellen Ansatz. Es kommt ein Fragebogen zum Einsatz, der „lebenszyklusorientierte“ und „übergeordnete“ Gestaltungsfelder messbar macht. Beide Gestaltungsfelder werden kombiniert mit der Wirkung der Personalarbeit und dem Unternehmenserfolg. Insgesamt sind zwölf Gestaltungsfelder (6 × 6) des Referenzmodells existent. Diese wurden u. a. bei Hoeppe (2014) ausführlich dargestellt.
| Lebenszyklusorientierte Gestaltungsfelder | Übergeordnete Gestaltungsfelder      |
| ----------------------------------------- | ------------------------------------ |
| Personalmarketing und -auswahl            | Unternehmens- und Personalstrategie  |
| Personalbetreuung und Mitarbeiterbindung  | Unternehmenskultur und Veränderung   |
| Leistungsmanagement und Vergütung         | Wertschöpfungsmanagement             |
| Personal-/ Managemententwicklung          | Arbeitsrecht und Sozialpartnerschaft |
| Personalfreisetzung                       | Beziehungen und Netzwerke            |
| Führungs- und Selbstkompetenz             | Internationales Personalmanagement   |

Die Ausgestaltung der „Konfigurationsprofessionalität“ beeinflusst folgende Größen:
- die Strategiedurchdringung,
- die Arbeitgeberattraktivität,
- die Kooperative Sozialpartnerschaft,
- die effizienten Personalprozesse,
- die innovativen Organisationen
- und die Qualität/Verfügbarkeit von Personal.

Die „Wirkungsprofessionalität“ beeinflusst laut dem Modell ihrerseits den Unternehmenserfolg.

### Ergebnisse 2010
Die nach den Ergebnissen der Studie von 2010 professionellsten Gestaltungsfelder sind Arbeitsrecht und Sozialpartnerschaft. Weitere überdurchschnittliche Werte ergaben sich für Leistungsmanagement/Vergütung, Personalmarketing/Personalauswahl und internationales Personalmanagement. Verbesserungsmöglichkeiten bestanden im Wertschöpfungsmanagement. Bei der professionellen Wirkung lagen Sozialpartnerschaft und Arbeitgeberattraktivität vorne, Strategiedurchdringung und Innovationsfähigkeit hatten eher ein negatives Bild. Starke Zusammenhänge bestanden zwischen der Konfiguration und der Wirkung sowie der Wirkung und dem Unternehmenserfolg.

### Ergebnisse 2012
Der durchschnittliche Indexwert (von 1 „sehr professionell“ bis 5 „nicht professionell“) über alle zwölf Gestaltungsfelder lag in der Studie von 2012 bei 2,52. Ein eher schlechtes Ergebnis erreichte beispielsweise die Mitarbeiterbindung mit 3,17.

## Bedeutung und Bewertung
2009 mutmaßte der Wirtschaftswissenschaftler Volker Stein, der sich bereits 2005 gegen PIX positioniert hatte, in der Zeitschrift für Management, dass sich der damalige Studienansatz auf die Gestaltung des durch die DGFP unterstützten Human-Potential-Index (HPI) negativ über die „Hintertür“ auswirken könnte. HPI bezeichnete er „als multiples Informationsasymmetrie-Problem“.
Die Soziologin Anja Schröder von der Otto-von-Guericke-Universität Magdeburg konstatierte 2010, dass der Professionalisierungsbegriff seit der Debatte von 2005/06 wieder verwandt wird. Nach einer kurzen Zusammenfassung der damaligen Kritikpunkte am PIX-Index führte sie aus: „[...] dass die Kategorie Profession zumeist nicht in einem soziologisch-klientenbezogenen Verständnis benutzt, leicht auf zeitgeistige Forderungen bezogen und damit inhaltlich diffus wird. In dieser Reinterpretation des Professionalisierungsbegriffs unter wirtschaftlichen Gesichtspunkten zeigt sich auch, wie das nicht unmittelbar an der Wertschöpfung beteiligte Personalmanagement seit den neunziger Jahren einem wachsenden Legitimitätsdruck in Großunternehmen ausgesetzt wird.“
2011 strich der Wirtschaftswissenschaftler Ewald Scherm von der Fernuniversität in Hagen in einem Fachaufsatz heraus: Das Verfahren macht „deutlich, dass eine Bewertung klare Kriterien und eine umfassende Kenntnis des jeweiligen Unternehmens erfordert,“ liefert „jedoch nur wenig aussagefähige Ergebnisse. Das liegt nicht nur an der bedenklichen Methodik und den ungelösten Mess- und Zurechnungsproblemen, sondern auch an dem Ziel, Personalmanagement als Ganzes zu bewerten.“
Wie die Hildesheimer Personalforscherin Andrea Friedrich 2011 mit Bezug auf den wissenschaftlichen Diskurs feststellte, ist die Messbarkeit der Erfolgswirksamkeit des Personalmanagements im Forschungsbereich weiterhin hochaktuell.

## Veröffentlichungen
- Deutsche Gesellschaft für Personalführung (Hrsg.): PIX – der Personalmanagement-Professionalisierungs-Index der DGFP. Grundlagen, Konzept, Messmethodik (= PraxisEdition. Band 75). W. Bertelsmann Verlag, Bielefeld 2005, ISBN 3-7639-3194-5.

Langzeitstudien
- Professionalisierung des Personalmanagements. Ergebnisse der pix-Befragung 2004. PraxisPapier 5/2004
- Professionalisierung des Personalmanagements. Ergebnisse der pix-Befragung 2005. PraxisPapier 3/2005
- Professionalisierung des Personalmanagements. Ergebnisse der pix-Befragung 2006. PraxisPapier 5/2006
- Professionalisierung des Personalmanagements. Ergebnisse der pix-Befragung 2007. PraxisPapier 3/2007
- Professionalisierung des Personalmanagements. Ergebnisse der pix-Befragung 2008, PraxisPapier 4/2008
- DGFP-Langzeitstudie Professionelles Personalmanagement (pix) 2010. PraxisPapier 3/2011
- DGFP-Langzeitstudie Professionelles Personalmanagement (pix) 2012. PraxisPapier 4/2012